# Arcade: Impatto Virtuale
Arcade: Impatto Virtuale è un film del 1993 diretto da Albert Pyun.

## Trama
Alex Manning, adolescente di periferia problematica che non ha ancora superato il suicidio della madre, si reca con i suoi amici nella sala giochi locale conosciuta come "Dante's Inferno" dove il CEO di una società di computer distribuisce campioni gratuiti di un nuovo gioco arcade di realtà virtuale chiamato Arcade.
Ben presto tutti gli adolescenti che vi giocano e perdono rimangono imprigionati nel mondo della realtà virtuale dal cattivo centrale, Arcade, il quale una volta era un ragazzo normale le cui cellule cerebrali sono state usate dalla Vertigo/Tronics per rendere il cattivo del gioco più realistico. Nick e Alex chiedono l'aiuto del programmatore del gioco e si dirigono verso la sala giochi per lo scontro finale con Arcade. Alex riesca a liberare i suoi amici dalla prigione virtuale e riesce anche a liberare il ragazzino malvagio, il quale la schernisce nelle ultime scene del film.

## Produzione
Il film presenta un uso massiccio della CGI, che è stata completamente rifatta dopo che la Walt Disney Company ha minacciato di intraprendere con la Full Moon una causa legale. Gli Sky Cycles in questo film assomigliavano infatti ai cicli di luce di Tron della Disney.
Nonostante il cambiamento della CGI, la versione con la CGI originale è stata distribuita in alcuni stati al di fuori del Nord America, come Argentina, Germania, Polonia e Italia.